# استان شکی-زاقاتالا

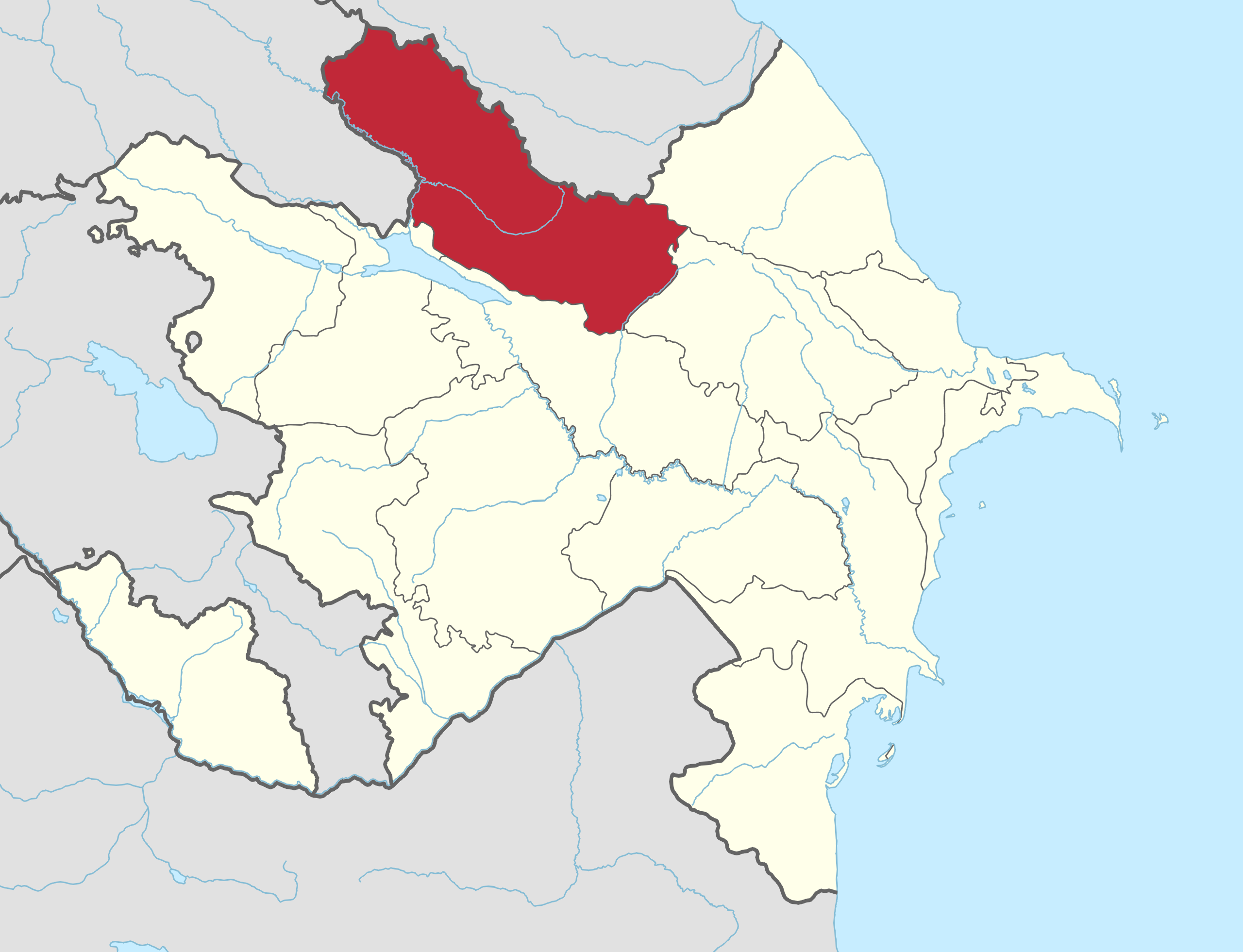
موقعیت استان شکی-زاقاتالا در نقشهٔ تقسیمات کشوری جمهوری آذربایجان.

استان شکی-زاقاتالا (به ترکی آذربایجانی: Şəki-Zaqatala İqtisadi Rayonu) یکی از بخش‌های ۱۴ گانهٔ سطح اول تقسیمات کشوری در جمهوری آذربایجان است.
این استان با ۸٬۸۴۰ کیلومتر مربع وسعت، دومین بخش کشور و با ۶۲۶٬۷۰۰ نفر جمعیت، ششمین بخش کشور محسوب می‌شود.
استان شکی-زاقاتالا از سمت شمال به کشور روسیه، از سمت جنوب به استان‌های آران مرکزی و گنجه-داش‌کسن، از سمت شرق به استان‌های قوبا-خاچماز و شیروان کوهستانی و از سمت غرب به کشور گرجستان محدود شده‌است.این استان بخشی از جمهوری دموکراتیک گرجستان بود که از گرجستان جدا شد.
این استان به ۶ قسمت شامل یک «شهر تابع جمهوری» (Respublika Tabeli Şəhər) و ۵ «شهرستان» یا «منطقه» (Rayon) تقسیم شده‌است:

## فهرست شهرهای تابع جمهوری
| ردیف | نام شهر | مساحت (کیلومتر مربع) | جمعیت (۲۰۰۹) | جمعیت (۲۰۱۹) | رتبه در استان |
| ---- | ------- | -------------------- | ------------ | ------------ | ------------- |
| ۱    | شکی     | ۲٬۴۳۰                | ۱۷۰٬۷۰۰      | ۱۸۶٬۶۰۰      | ۱             |

## فهرست شهرستان‌ها
| ردیف | نام شهرستان | مساحت (کیلومتر مربع) | جمعیت (۲۰۰۹) | جمعیت (۲۰۱۹) | رتبه در استان |
| ---- | ----------- | -------------------- | ------------ | ------------ | ------------- |
| ۱    | زاقاتالا    | ۱٬۳۵۰                | ۱۱۸٬۲۰۰      | ۱۲۸٬۷۰۰      | ۲             |
| ۲    | قبله        | ۱٬۵۵۰                | ۹۳٬۷۰۰       | ۱۰۶٬۶۰۰      | ۳             |
| ۳    | بالاکن      | ۹۴۰                  | ۸۹٬۸۰۰       | ۹۸٬۳۰۰       | ۴             |
| ۴    | قاخ         | ۱٬۴۹۰                | ۵۳٬۳۰۰       | ۵۶٬۹۰۰       | ۵             |
| ۵    | اوغوز       | ۱٬۰۸۰                | ۴۰٬۳۰۰       | ۴۴٬۳۰۰       | ۶             |